# Рыбаков, Сергей Евгеньевич
Сергей Евгеньевич Рыбаков (род. 5 июня 1968 года) — российский политик, представитель от законодательного органа государственной власти Владимирской области в Совете Федерации ФС РФ (2013—2018), заместитель председателя Комитета Совета Федерации по науке, образованию и культуре. Генеральный директор Федерального государственного бюджетного учреждения культуры «Государственный Владимиро-Суздальский историко-архитектурный и художественный музей-заповедник» (в 2021—2022 годах), Музея политической истории России (с 2023 года).

## Биография
Сергей Рыбаков родился 5 июня 1968 года в селе Великово, Владимирской области. В 1985 году получил диплом выпускника Калининского суворовского военного училище. В 1989 году завершил обучение в Ленинградском высшем военно-политическом училище противовоздушной обороны по специальности учитель истории и обществоведения.
На протяжении семи лет с 1989 года проходил военную службу в частях Московского округа противовоздушной обороны.
В 2001 году Рыбаков перешёл работать в Администрацию Президента России. В это же время в Московском государственном университете имени Ломоносова успешно защитил диссертацию на соискание ученой степени доктора философских наук, впоследствии получил звание профессора.
В 2003 году назначен на должность советника министра обороны России по связям с общественностью и средствами массовой информации. В 2004 году переведён на должность начальника Управления информации и общественных связей, заместителя директора Аппарата министра обороны России. Удостоен звания генерал-майора Вооруженных сил России.
В 2012 году стал главным федеральным инспектором по Владимирской области. Через год назначен первым заместителем губернатора Владимирской области. Избран депутатом Законодательного собрания Владимирской области шестого созыва на непостоянной основе.
В сентябре 2013 года делегирован в Совет Федерации. Полномочия завершены в октябре 2018 года. На протяжении пяти лет работы в Совете Федерации был заместителем председателя Комитета Совета Федерации по науке, образованию и культуре.
В конце октября 2018 года был назначен на должность председателя правления Ассоциации развития исторических поселений «Русская провинция».
24 апреля 2021 года назначен генеральным директором Федерального государственного бюджетного учреждения культуры «Государственный Владимиро-Суздальский историко-архитектурный и художественный музей-заповедник».
С 2022 года работал в Санкт-Петербурге заместителем директора Всероссийского музея А. С. Пушкина, с 2023 года — генеральный директор Музея политической истории России.
Женат. Имеет сына.

## Награды
- Почётный знак «За заслуги в развитии культуры и искусства» (24 ноября 2016 года, Межпарламентская ассамблея СНГ) — за значительный вклад в формирование и развитие общего культурного пространства государств — участников Содружества Независимых Государств, в реализацию идей сотрудничества в сфере культуры и искусства[5].
- Медаль «МПА СНГ. 25 лет» (27 марта 2017 года, Межпарламентская ассамблея СНГ) — за заслуги в деле развития и укрепления парламентаризма, за вклад в развитие и совершенствование правовых основ функционирования Содружества Независимых Государств, укрепление международных связей и межпарламентского сотрудничества[6].
- Награждён Почётной грамотой Совета Федерации.